# Hinwil (huyện)
Huyện Hinwil (tiếng Pháp: District du Hinwil, tiếng Đức: Bezirk Hinwil) là một huyện hành chính của Thụy Sĩ. Huyện này thuộc bang Bang Zürich. Huyện Hinwil có diện tích 180 km², dân số theo thống kê của cục thống kê Thụy Sĩ năm 1999 là 75791 người. Trung tâm của huyện đóng ở Hinwil. Mã của huyện là 105.